# Aeroportul Internațional Mar de Cortés
Aeroportul Internațional Mar de Cortés (IATA: PPE, ICAO: MMPE) este un aeroport din Sonora, Mexic ce deservește zona Puerto Peñasco. Aeroportul a fost tranzitat în 2023 de 3.930 de pasageri.
Situat la o altitudine de 22 m, aeroportul dispune de o singură pistă.